# ジャン＝ジョゼフ・タイヤソン

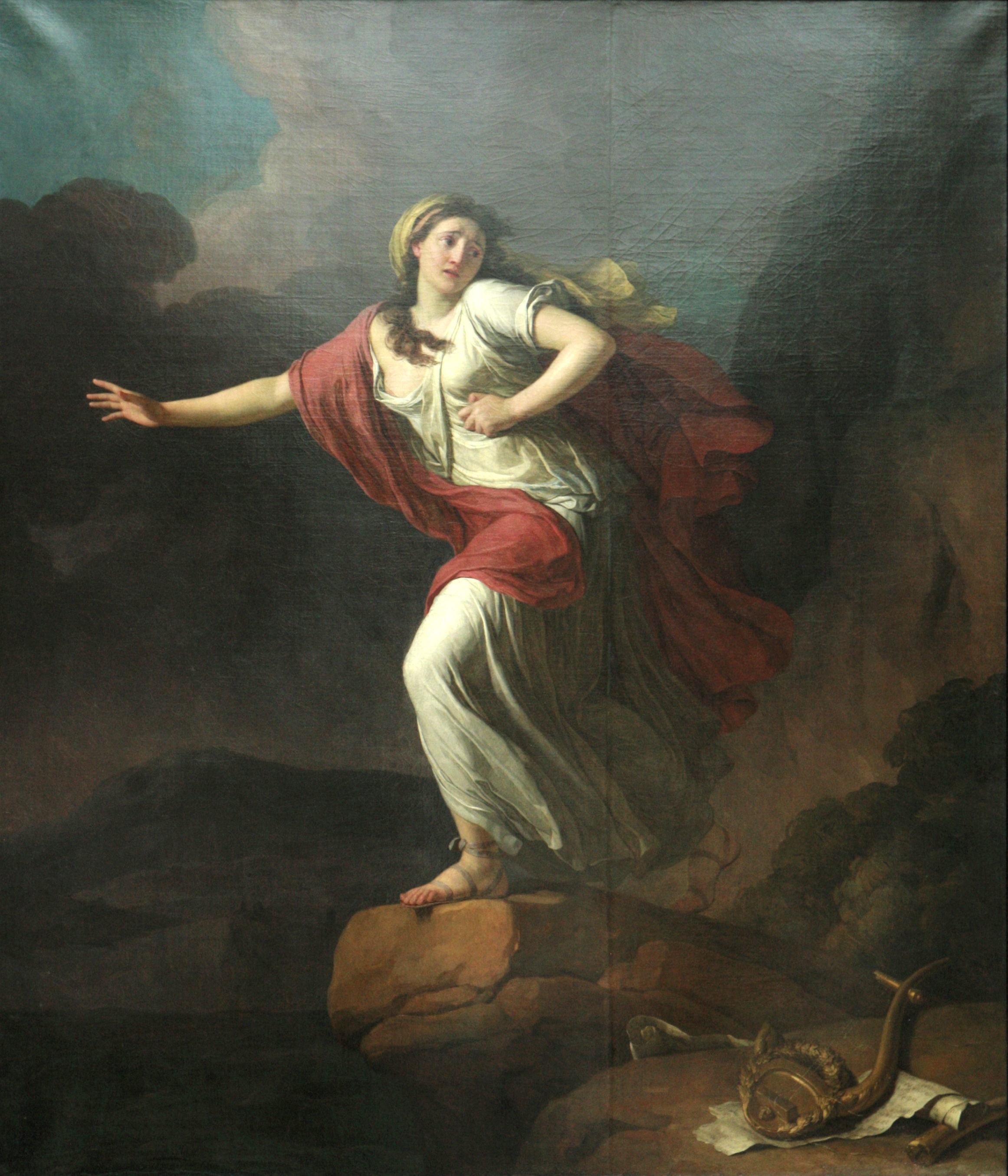
ジャン＝ジョゼフ・タイヤソン作「サッポー」ブレスト美術館蔵

ジャン＝ジョゼフ・タイヤソン（Jean-Joseph Taillasson、1745年7月6日 - 1809年11月11日）はフランスの画家、美術評論家である。

## 略歴
ボルドー近くのブライで生まれた。ボルドー生まれの画家、ピエール・ラクール(1745-1814)とパリに出て、ジョゼフ＝マリー・ヴィアンの工房で学び、後にニコラ・ベルナール・レピシエに学んだ。1769年のローマ賞に、ラクールと共に応募するが、1位はルブトー(Joseph Barthélemy Lebouteu:1742-1791)、2位にラクールがなり、タイヤソンは3位に終わった。その後、ローマに留学し、ローマには4年間滞在し、「新古典主義」のスタイルの画家となった。1774年にボルドーのアカデミーの会員に選ばれた。肖像画や歴史画を描いた。
フランスに戻った後、王立絵画彫刻アカデミーの会員の候補となり、1784年に、作品「Naissance de Louis XIII」を提出し会員に選ばれた。ボルドー美術館の装飾画も描いた。
美術評論や詩作も行い『偉大な画家の観察』(Observations sur quelques grands peintres:1807)などの著作がある。

## 作品

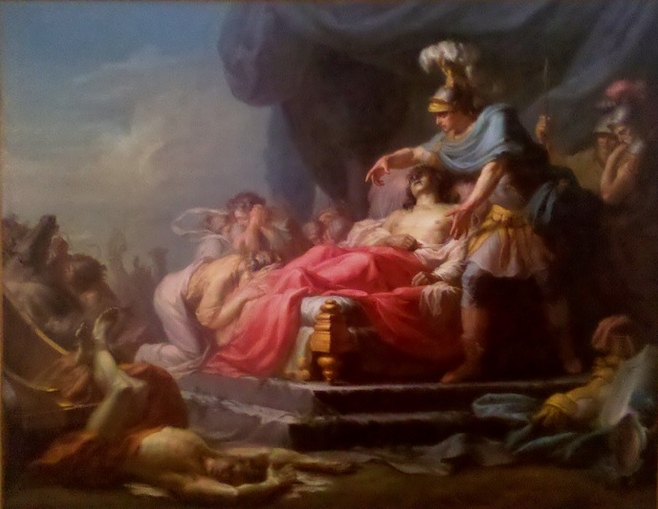
「プリアモスの足元にヘクトールの死体を示すアキレウス」 (ローマ賞応募作:1769)
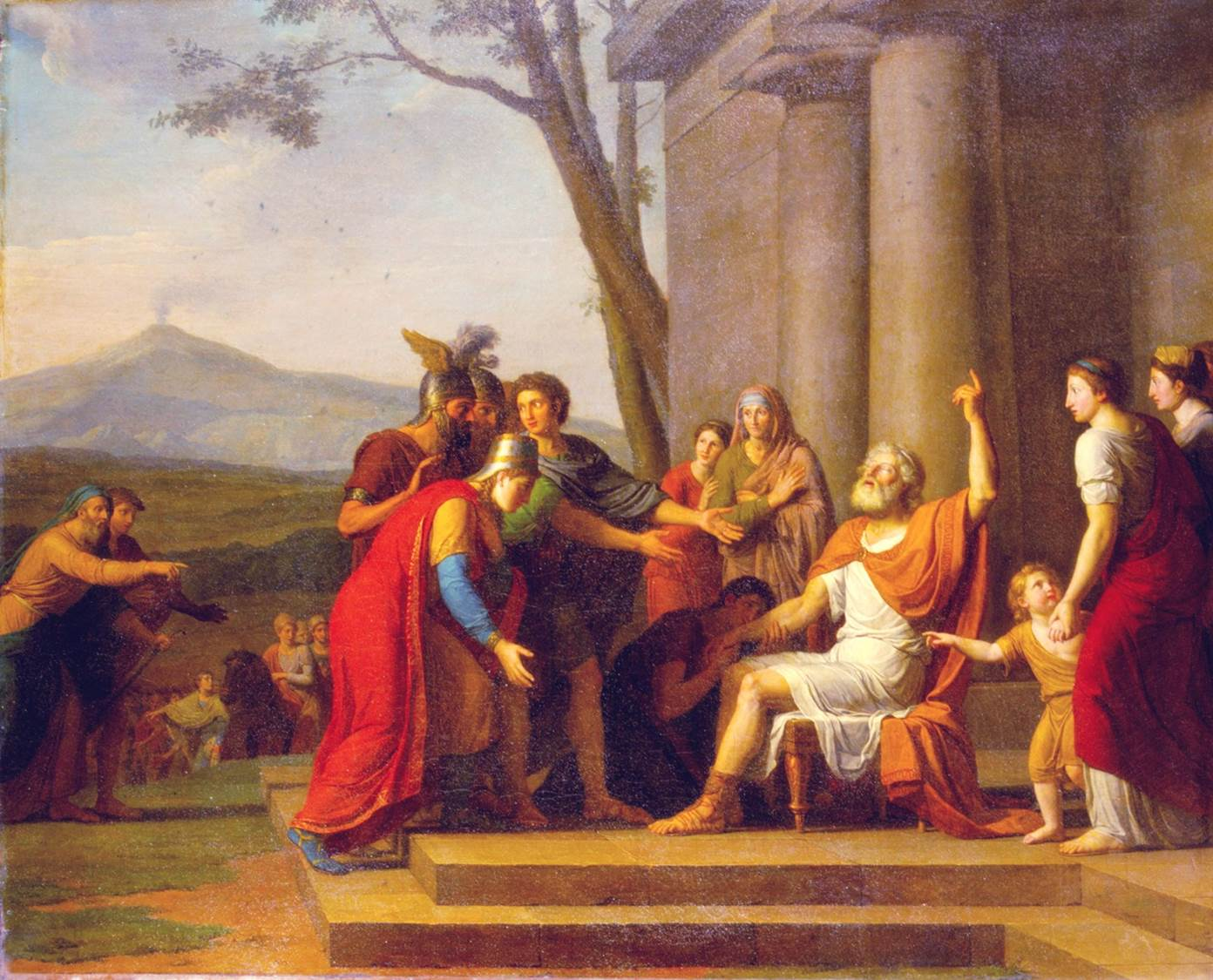
ティモレオン
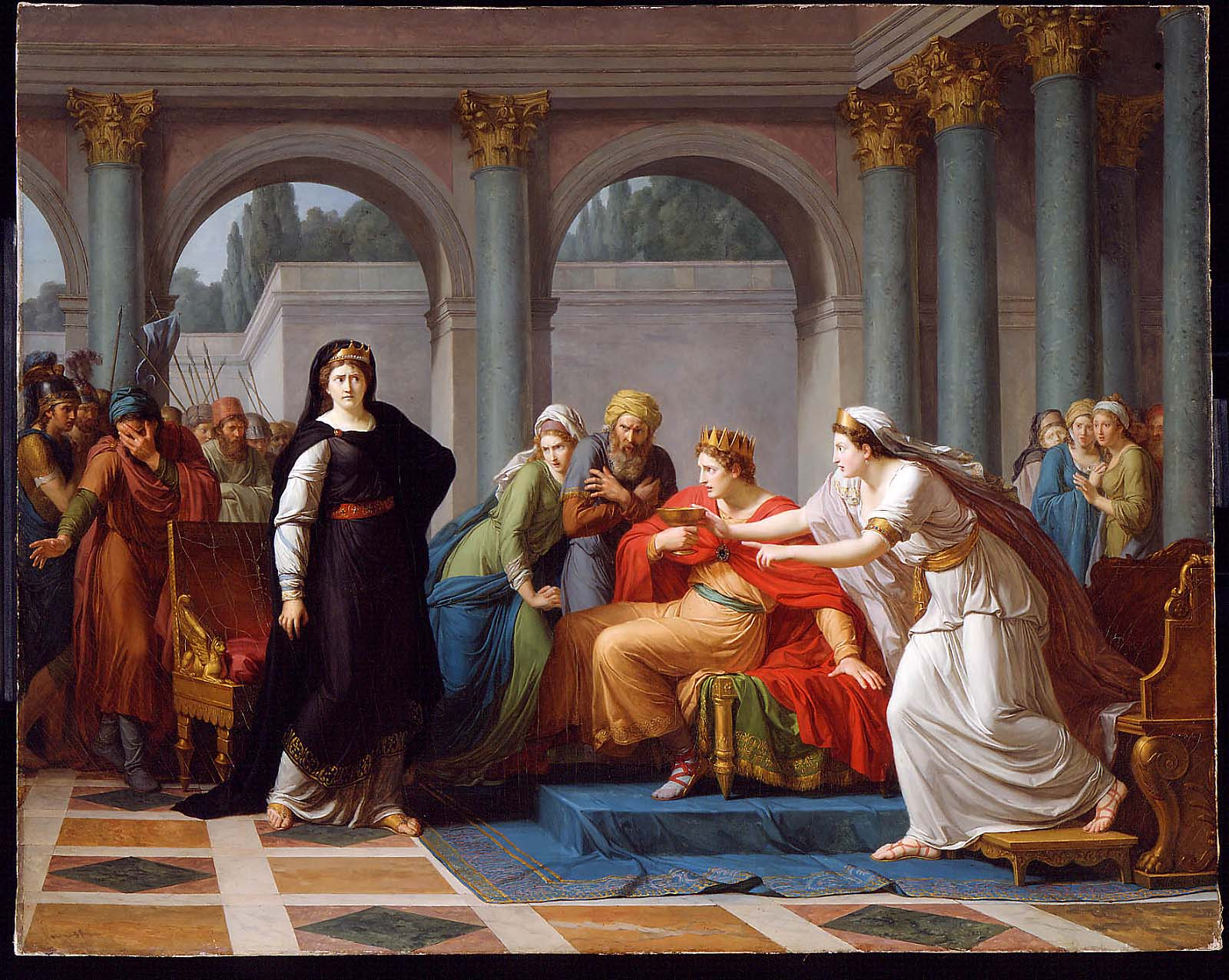
"Seigneur! Voyez ces yeux" (結婚の杯に毒を盛ったことが発見されるクレオパトラ)(1791)
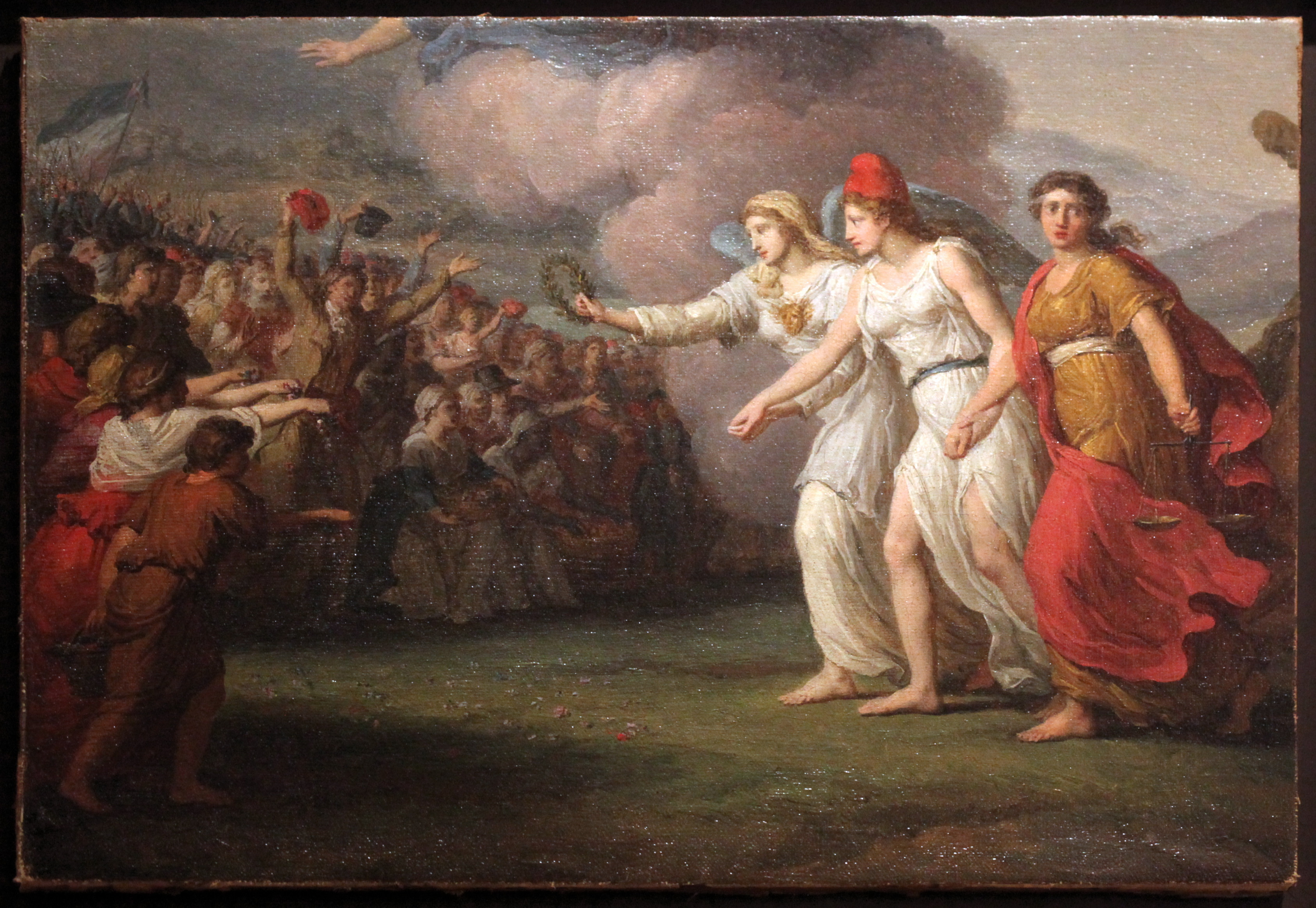
自由が人々に正義と美徳を取り戻す (1794/1795)
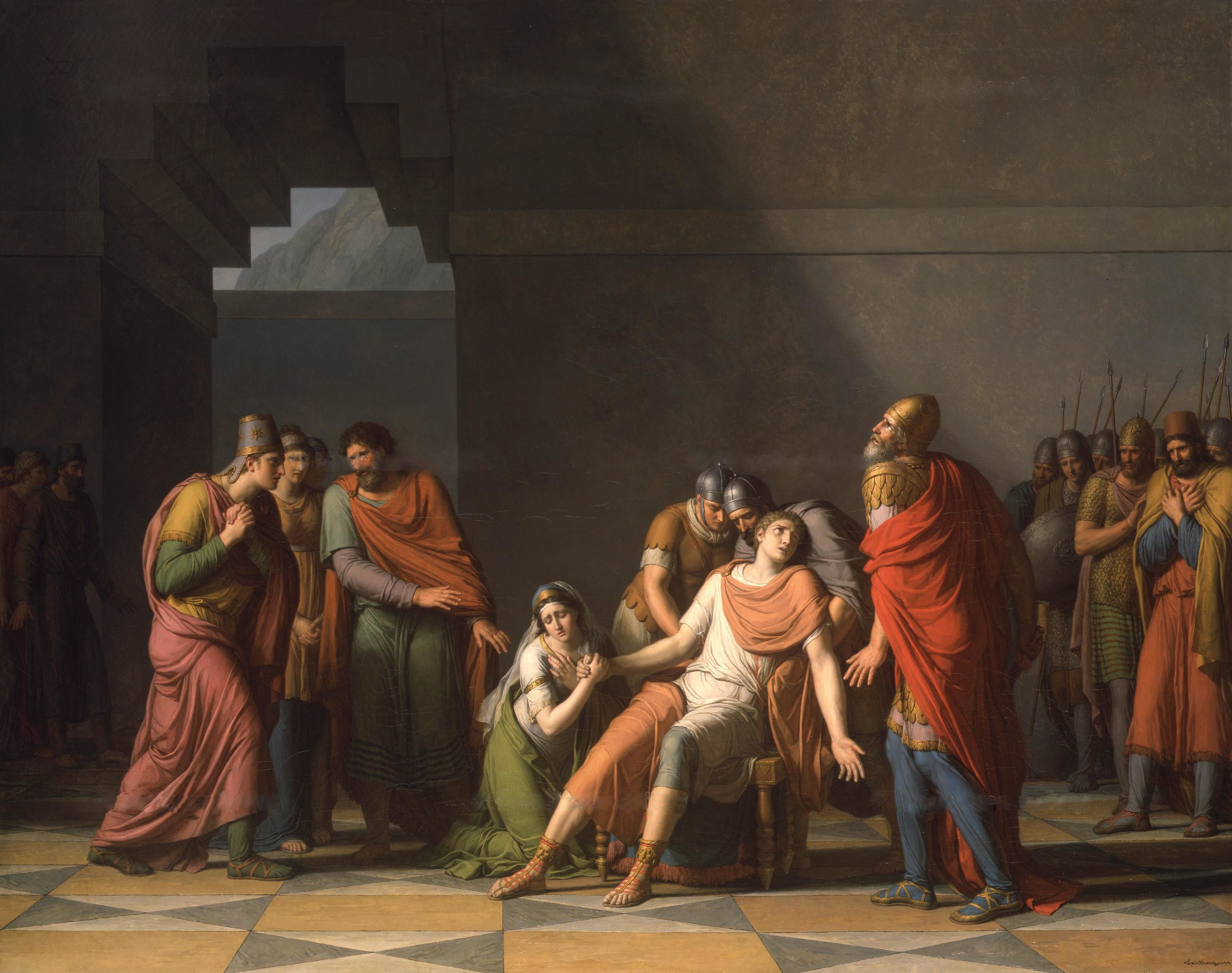
"Rhadamistes and Zenobia" (1806)
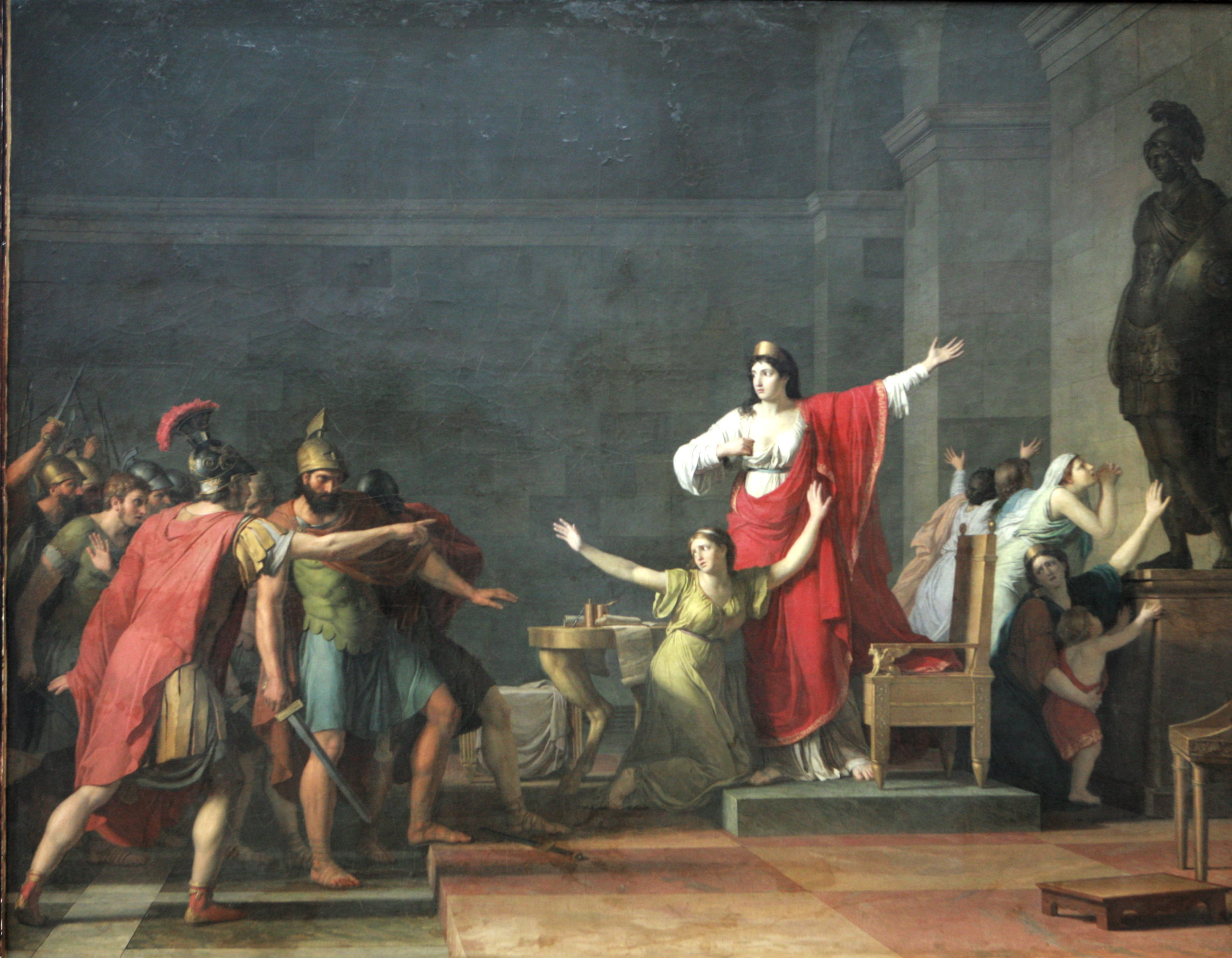
"Cassandre et Olympias"